# Faber Grand Prix 1998
Faber Grand Prix 1998 — жіночий тенісний турнір, що проходив на закритих кортах з килимовим покриттям у Ганновері (Німеччина). Належав до турнірів 2-ї категорії в рамках Туру WTA 1998. Тривав з 16 до 22 лютого 1998 року. Несіяна Патті Шнідер здобула титул в одиночному розряді й заробила 79 тис. доларів.

## Фінальна частина

### Одиночний розряд
Патті Шнідер —  Яна Новотна 6–0, 2–6, 7–5
- Для Шнідер це був 2-й титул за сезон і 2-й — за кар'єру.

### Парний розряд
Ліза Реймонд /  Ренне Стаббс —  Олена Лиховцева /  Кароліна Віс 6–1, 6–7, 6–3
- Для Реймонд це був 1-й титул за рік і 10-й — за кар'єру. Для Стаббс це був 1-й титул за рік і 14-й — за кар'єру.